# Sireți
Sireți è un comune della Moldavia situato nel distretto di Strășeni di 5.778 abitanti al censimento del 2004.